# A42 (Groot-Brittannië)
De A42 is een 24 kilometer lange hoofdverkeersweg in Engeland.
De weg verbindt Kegworth via Ashby-de-la-Zouch met Appleby Magna.